# 30407 Pantano
30407 Pantano è un asteroide della fascia principale. Scoperto nel 2000, presenta un'orbita caratterizzata da un semiasse maggiore pari a 2,3093709 UA e da un'eccentricità di 0,0212666, inclinata di 4,39657° rispetto all'eclittica.